# 威廉斯鎮區 (愛荷華州漢密爾頓縣)
威廉斯鎮區（英語：Williams Township）是位於美國愛荷華州漢密爾頓縣的一個行政鎮區。

## 地方資料
根據2010年美國人口普查的數據，威廉斯鎮區的面積為93.32平方千米，當中陸地面積為93.32平方千米，而水域面積為0.00平方千米。當地共有人口492人，而人口密度為每平方千米5.27人。